# Periodoncia

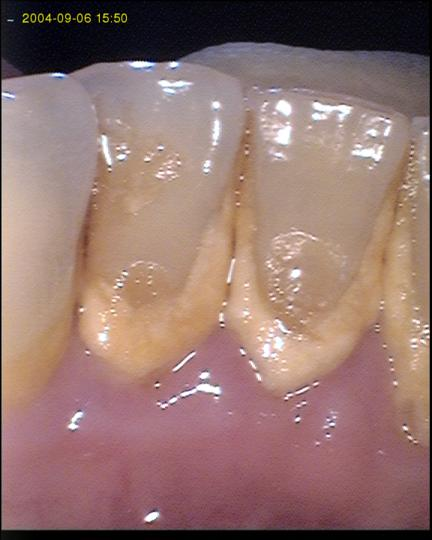
Cálculos dentales provocados por acumulación de sarro

La periodoncia es una rama de la especialidad médico-quirúrgica odontológica  que estudia la prevención, diagnóstico y tratamiento de las enfermedades y condiciones que afectan a los tejidos que dan soporte a los órganos dentarios (encía, ligamento periodontal, cemento radicular y hueso alveolar) y a los substitutos implantados, para el mantenimiento de la salud, función y estética de los dientes y sus tejidos adyacentes.
La periodontología es la especialidad contemporánea que emerge de la odontología-estomatología para sustentar el estudio de evidencia científica sobre el estado del periodonto sano y enfermo.
La periodoncia tiene como objetivo mantener los dientes en un estado tanto funcional como estético,ha pasado a tener un conocimiento muy amplio en cuanto a tratamientos de regeneración ósea guiada y regeneración tisular guiada.
Las patologías que afectan a estas estructuras pueden tener una etiología diversa (predisposición genética, tabaquismo, consumo abundante de bebidas alcohólicas, diabetes no controlada, enfermedades autoinmunes, carencias nutricionales, cambios hormonales -especialmente durante el embarazo y adolescencia-, mala oclusión dental, respiración por la boca...); sin embargo la causa mayoritaria de todas ellas es infecciosa, la denominada placa bacteriana.
Las enfermedades periodontales han sido tradicionalmente divididas en tres categorías generales: salud, gingivitis o periodontitis. En este contexto, el diagnóstico de salud implica ausencia de enfermedad periodontal inducida por placa. La gingivitis inducida por placa es la presencia de inflamación gingival sin pérdida de inserción del tejido conectivo. La periodontitis inducida por placa es la presencia de inflamación gingival en los sitios en los que se ha producido una migración de la inserción epitelial a las superficies radiculares, acompañada de una pérdida de tejido conectivo y hueso alveolar.
Hoy en día con el advenimiento de la implantología la periodoncia también es la encargada de la prevención y tratamiento de las enfermedades periimplantares como la periimplantitis.
La enfermedad periodontal se manifiesta como una gingivitis (inflamación y sangrado de la encía sin afectar el hueso) o periodontitis, donde ocurre la destrucción del hueso que soporta el diente. Si no es tratado a tiempo puede ocasionar la pérdida de los dientes.
Un tratamiento periodontal consiste desde la corrección de la técnica de higiene para el control de la placa bacteriana, hasta la eliminación de los factores desencadenantes de la misma (cálculos dentarios o sarro y bolsas periodontales)

## Síntomas de enfermedades periodontales
- Mal aliento constante
- Encías rojas o inflamadas
- Encías muy sensibles o que sangran
- Dolor al masticar
- Dientes flojos
- Dientes sensibles
- Encías retraídas o dientes que se ven más largos de lo normal[4]